# Polina Bogussévitx
Polina Serguéievna Bogussévitx, en rus Полина Сергеевна Богусевич (Moscou, 4 de juliol de 2003) és una cantant russa. Va representar Rússia al Festival d’Eurovisió Júnior 2017 amb la cançó "Wings" i va guanyar el concurs. És la segona participant russa a guanyar el Festival d’Eurovisió Júnior.
Anteriorment havia estat concursant a The Voice Kids Russia, en què havia arribat a la ronda de duels.

## Biografia

### Inicis
Bogussévitx va néixer a Moscou el 4 de juliol de 2003, filla de Iúlia i Serguei Bogussévitx. Té ascendència russa i coreana, mentre que la seva família és originària d'Omsk. Bogussévitx estudia a l'Acadèmia de Música Popular. Va començar la seva carrera professional de cant el 2012, mentre participava en un festival internacional d’arts a Macedònia del Nord, i més tard va aparèixer als programes de televisió Okno v Parizh i Shkola muzyki.

### 2014–present:Golos deti,New Wave JunioriEurovisió Júnior
L'any 2014, Bogussévitx va ser seleccionada per competir a la primera edició de Golos deti (la versió rússia de The Voice Kids). Després de la seva audició a cegues, va incorporar-se a l'equip de Dima Bilan. Va arribar fins a les batalles, en què va ser eliminada de la competició. Després de Golos deti, Bogussévitx va participar en New Wave Junior 2014, com una de les dues representants russes. Va quedar en segona posició.
L’abril del 2017 es va confirmar que Bogussévitx participaria a la selecció nacional russa per al Festival d’Eurovisió Júnior 2017 amb la cançó "Krylya". Més tard, va guanyar la selecció nacional i va convertir-se en la representant de Rússia al Festival d'Eurovició Júnior 2017 de Tbilisi. La cançó va rebre més tard un títol en anglès per al festival, "Wings". A la final del 26 de novembre de 2017, Bogussévitx va ser declarada guanyadora del festival, convertint-se en la segona guanyadora del festival des de la victòria de es Tolmachevy Sisters al Festival d'Eurovisió Júnior 2006.

## Discografia
| Títol               | Any  | Àlbum               |
| ------------------- | ---- | ------------------- |
| "Krylya" / "Wings"  | 2017 | Singles sense àlbum |
| "Heavy On My Heart” | 2018 | Singles sense àlbum |
| "Ya ne odni"        | 2018 | Singles sense àlbum |